# Alfred Leonz Gassmann
Alfred Leonz Gassmann (früher auch Gaßmann, * 31. Dezember 1876 in Buchs LU; † 8. August 1962 in Vitznau) war ein schweizerischer Musiker und Komponist sowie Verfasser von schweizerdeutschen Volksstücken.

## Leben
Am Lehrerseminar Hitzkirch studierte er Orgel bei Josef Schildknecht, dem Verfasser einer bekannten Orgelschule. Als Primarlehrer in St. Urban wirkte er zugleich als Organist an der Klosterkirche der ehemaligen Zisterzienserabtei und amtete später in gleicher Funktion in Weggis. Schliesslich studierte er in Genf bei Otto Barblan Komposition und Orgel und bei Émile Jaques-Dalcroze Harmonie und rhythmische Gymnastik. 1909 wurde er Musikdirektor in Sarnen und Musiklehrer am dortigen Benediktinerkollegium. Von 1921 bis zu seiner Pensionierung 1943 wirkte er als Organist an der Stiftskirche St. Verena in Zurzach. Seinen Lebensabend verbrachte er im «Schweizerheim» und dann in der «Walpurga» in Vitznau, wo er am 8. August 1962 verstarb. Bei der reformierten Kirche wurde 1985 zu seinem Gedenken ein Brunnen errichtet.
Gassmann war Initiant und Mitbegründer des Schweizerischen Volksliedarchives in Basel, erfolgreicher Komponist und Musikpädagoge. Sein grösstes und bleibendes Verdienst ist aber seine Sammlertätigkeit von 1899 bis 1951. Systematisch notierte er Volkslieder und Instrumentalmusik, wie sie in den Kantonen Luzern, Schwyz, Ob- und Nidwalden gepflegt wurden. Bereits um die Jahrhundertwende hatte er die im Luzerner Wiggertal gesammelten Lieder im Druck herausgegeben; ein grosser Erfolg wurde 1914 Gassmanns Volksliederbüchlein für die Schweizer Jugend «Juhui».
Pionierarbeit leistete er auch in seiner «Tonpsychologie des Schweizer Volksliedes» (1936), in der er versuchte, das Volkslied der Schweiz aus der Landschaft (Bodengestaltung, Klima) heraus zu erklären, 50 Jahre vor Bruce Chatwins Buch «The Songlines» (dt. «Traumpfade»). 1938 verfasste er mit «Blast mir das Alphorn noch einmal» eine anspruchsvolle Schule des Alphorn-Spiels, dessen Sprache das damalige Pathos des patriotischen Landi-Geist-Tons verrät, aber das für ernsthafte Alphornisten heute noch ein Standardwerk bildet. Spezielle Erwähnung verdient der Umstand, dass Gassmann die nicht wohltemperierten, «falschen» Naturtöne, also die «alpinen blue notes» (Hans Kennel), nicht ausklammerte, sondern im Gegenteil ausdrücklich ins Alphornspiel einbezog.
Bereits 1908 erschien seine Monografie «Das Rigilied – Vo Luzärn uf Wäggis zue», in der er mit grossem Sammlerfleiss nicht weniger als 33 melodische Fassungen und 40 Text-Varianten dokumentierte. 1961, ein Jahr vor seinem Tod, publizierte er unter dem Titel «Was unsere Väter sangen» das wesentliche Ergebnis seiner Sammlertätigkeit.
Daneben schrieb  Gassmann zahlreiche Volksstücke in Luzerner Mundart.

## Werke (Auswahl)
- Am Waldrand. 50 Ländliche Solo-Duette für Piston (Kornett), Trompete usw. – op. 9. Gebrüder Hug & Co., Leipzig und Zürich.
- mit Johann Lüthi: Das Rigilied: «Vo Luzern uf Wäggis zue». Seine Entstehung und Verbreitung, nebst biographischen Notizen und einem Anhange weiterer Schöpfungen des Verfassers. Haag, Luzern 1908
- Zur Tonpsychologie des Schweizer Volksliedes. Hug & Cie., Schwyz 1936
- Was unsere Väter sangen: Volkslieder und Volksmusik vom Vierwaldstättersee, aus der Urschweiz und dem Entlebuch (= Schriften der Schweizerischen Gesellschaft für Volkskunde. Band 42). Schweizerische Gesellschaft für Volkskunde, Basel 1961